# Зеленика (птица)
Вижте пояснителната страница за други значения на Зеленика.
Зелениката (Chloris chloris или Carduelis chloris) е дребна пойна птица, срещаща се и в България. Храни се със семена и дребни безгръбначни. Мъжката зеленика е по-силно обагрена в жълтозелен цвят, най-вече в областта на главата и корема, докато женската е по-слабо обагрена и преобладава повече сивият цвят; това е един от белезите, по които може да се познае полът на зелениката. Дължина на тялото: 14 – 16 cm. Гнезди в храсти и дървета. Често се отглежда като декоративна птица (незаконно за територията на България) и бива кръстосвана успешно с други видове от същия или близки родове. Ловът и продажбата ѝ са забранени в България.

## Размножаване
Размножаването на птичката е сходно с повечето пойни птички. Обикновено снася по 4 яйца, но в зависимост от условията ѝ на живот може да са 3 или 2, като 2 е минималният брой. За „затоплянето“ на яйцата се грижи предимно женската, а работата на мъжкия е да оглежда за натрапници и да донася храна до гнездото.
Мътенето трае около две седмици, младите зеленики напускат гнездото около две седмици след излюпването си.